# 宣化北站
宣化北站是京包客运专线京张段的一座车站，位于河北省张家口市宣化区春光乡盆儿窑村，2017年4月开工，于2019年12月30日开通运营。

## 车站结构
宣化北站站房为线侧下式，主体地下一层，地上二层，局部设夹层，旅客通过10米宽地下通道进出站。本站以“古城文化、新韵新宣”为设计灵感，外观体现宣化古城墙的城楼、城台、城墙等元素，屋顶采用庑殿形式，站内承重柱下方雕刻圆形车轮。